# Robertstown (comté de Kildare)
Pour les articles homonymes, voir Robertstown.
Robertstown (en irlandais, Baile Riobaird) est un village situé sur les rives du Grand Canal dans le comté de Kildare, en Irlande. Il a pris de l'importance à l'arrivée du canal, au niveau le plus élevé (85 m au-dessus du niveau de la mer) auquel il se trouve, en 1784.

## Historique
Robertstown est situé le long du canal avec un hôtel et un pont, une petite rangée de cottages et une boutique.

## Hôtel du Grand Canal
En 1801, le  Grand Canal Hotel  a été ouvert pour répondre au trafic de passagers. Une extension a été ajoutée en 1804. Pendant un certain temps, les affaires étaient bonnes, le canal transportant 100 000 passagers par an, mais les revenus ont commencé à baisser et progressivement les 72 fenêtres et 62 chambres ont été fermés pour éviter de payer des taxes. Il a cessé d'être un hôtel en 1849, a été utilisé comme caserne pour la gendarmerie irlandaise entre 1869 et 1905 et a ensuite été utilisé comme centre communautaire. En 2002, le bâtiment était utilisé comme musée/galerie

## Temps modernes

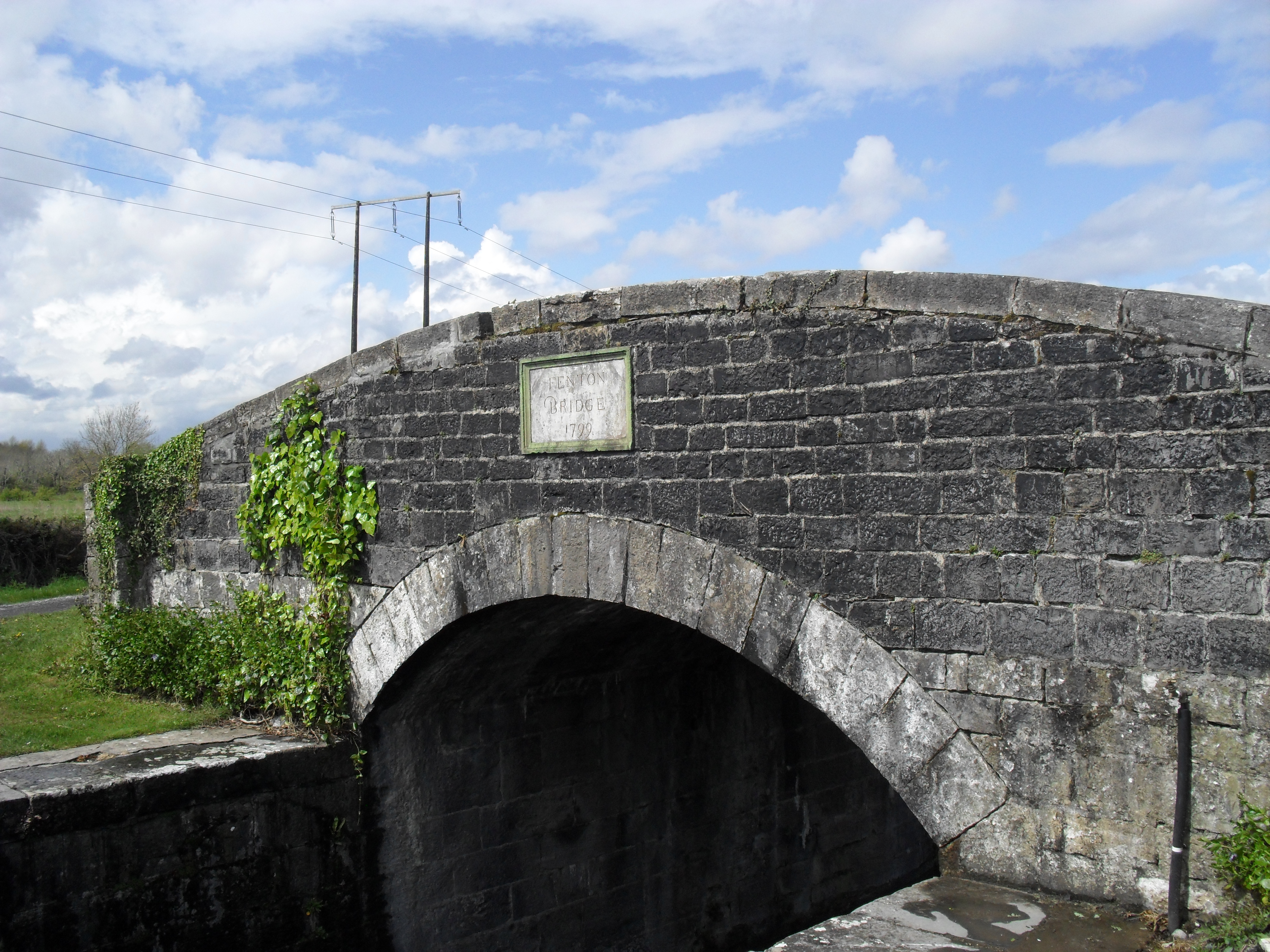
Fenton Bridge sur le Grand Canal, à Robertstown.

Il y a trois pubs dans le village et deux supermarchés. Les développements comprennent un ensemble de chalets au bord du canal et  Lowtown Marina , avec des bateaux à vendre et d'autres services. Le village accueille le touriste avec des promenades sur les canaux, la pêche et une foire, chaque année en juin.
Un groupe local, Robertstown Community Amenities Association (RTG Ltd.) a été formé en 2008 dans le but de construire un centre communautaire sur des terres promises à la communauté par Fáilte Ireland, avec une subvention de 500 000 €, lorsque l'hôtel a été vendu à un acheteur privé. Une barge fluviale, 52M Eustace, devait également être transférée.[réf. nécessaire]

## Environnement
Des canards, des cygnes et des hérons, des poissons comme le brochet, la brème, la tanche, le gardon et l'épinoche, et des mammifères comme la musaraigne pygmée, l'hermine et le rat brun, sont tous observés localement.

## Démographie
La population de Robertstown a plus que triplé (de 206 à 707 habitants) en 20 ans entre le recensement de 1996 et celui de 2016.
Au recensement de 2002, Robertstown avait une population de 375 habitants, passant (hausse de 65,6 %) à 621 en 2006 et à 669 au moment du recensement de 2011.
Le recensement de 2016 a mis en évidence une population de 707 habitants.

## Sports
Le club de Robertstown GAA évolue à Brockagh Park, Robertstown.